# Diósy Edit
Diósy Edit (Budapest, 1894. március 23. – Budapest, Józsefváros, 1948. november 5.) opera-énekesnő (szoprán).

## Élete
Apja, dr. Diósy Béla, a budapesti német és magyar nyelvű napilapok egyik legtekintélyesebb zenekritikusa, majd a Zeneakadémia opera-tanszakának tanára volt. Anyja, Diósyné Handel Berta tanította énekelni. Sikerrel mutatkozott be német színpadokon, majd hosszabb ideig hangversenyezett Hollandiában. Kulturált éneklésére, páratlan zenei intelligenciájára felfigyelt Bruno Walter is, aki egy évig tanította Münchenben. Ezt követően Bizet Carmen című operájának Micaela szerepében mutatkozott be, amelyben édesanyja is debütált. Münchenből férjével együtt Gerába szerződött, az ottani operaházhoz, majd a berlini Staatsoper tagja lett. 1927-ben a Figaro házasságának Cherubinként lépett fel először a budapesti Operaházban, amelynek 1940-ig volt magánénekese, ám ekkor származása miatt távozni kényszerült. Halálát szívgyengeség, pajzsmirigyrák okozta.

## Magánélete
1922. január 16-án Budapesten, a Terézvárosban feleségül ment Vlakovics Pál (művésznevén: Marion Pál) operaénekeshez.

## Főbb szerepei
- Eugen d'Albert: A hegyek alján – Nuri
- Beethoven: Fidelio – Marcellina
- Bizet: Carmen – Micaela
- Gluck: Orfeusz és Euridiké – Erósz
- Mascagni: Parasztbecsület – Lola
- Mozart: Figaro házassága – Cherubin
- Mozart: A varázsfuvola – Papagena
- Respighi: A láng – Lucilla
- Strauss: Salome – Rabszolga
- Verdi: A trubadúr – Inez
- Verdi: Rigoletto – Apród
- Verdi: Traviata – Flora Bervoix
- Wagner: A Rajna kincse – Wellgunde
- Wagner: Az istenek alkonya – Wellgunde
- Wagner: Tannhäuser – Egy pásztor